# Ochodontia adustaria
Ochodontia adustaria är en fjärilsart som beskrevs av Fischer de Waldheim 1840. Ochodontia adustaria ingår i släktet Ochodontia och familjen mätare. Inga underarter finns listade i Catalogue of Life.